# Manjósú

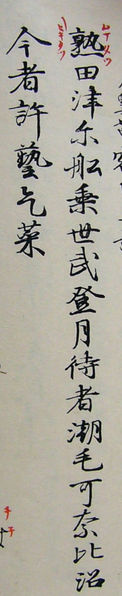
Nukata no Ōkimi, másolat az első fejezetből

A Manjósú (japánul: 万葉集 Hepburn-átírással: man'yōshū, "Tízezer Levél Gyűjteménye") a legfőbb japán történeti versantológia, amely i. sz. 759-ben a Nara-kor közepén (710 – 794) jelent meg. A mű egyike Japán nagyra becsült könyvgyűjteményeinek. Valószínűleg nem egyszerre lett összeállítva, hanem hosszú időn keresztül több ember gyűjtötte a különböző verseket. Jelenlegi formáját Ótomo no Jakamocsinak (大伴 家持 Ōtomo no Yakamochi, ?718 – 785) tulajdonítják, aki egybegyűjtötte a sorozat részeit. A gyűjteményben található versek költői különböző társadalmi rétegekből kerültek ki: találhatunk verseket uralkodóktól, parasztoktól, de örömlányoktól is. A dalok keletkezési idejüket tekintve kb. 300 évet ölelnek fel, a legutolsó darab 759-ből származik. A versekből megismerhetjük a korabeli emberek gondolkodásmódját és szokásait.
Széles körben úgy tekintenek a Manjósúra, mint elsősorban egyedi Japán munkára. Ugyanakkor ez nem jelenti azt, hogy a versek és az antológia részei sokban különböznek a tudományos sztenderd kínai irodalomtól és verseléstől. A Manjósú több versében lehet felismerni a Konfucianizmus és a Taoizmus jellegzetességeit, ill. vannak művek, amelyek a buddhista tanokat tükrözik vissza.
Híres korabeli költők:
• Kakinomoto no Hitomaro
• Jamabe no Akahito
• Jamanoue no Okura

## Elnevezés
A Manjósú szó szerint azt jelenti, hogy „Tízezer levél gyűjteménye” vagy „Számtalan levél gyűjteménye”, de más-más tudósok különbözőképp értelmezték a címet. Szengaku (仙覚 Sengaku), Kamo no Mabucsi (賀茂 真淵 Kamo no Mabuchi) és Kada no Azumamaro (荷田 春満 Kada no Azumamaro) a 葉 jó (yō) karakter jelentését úgy értelmezték, mint a kotoba (szavak), így emiatt a „számtalan szavak gyűjteménye” névvel illeték a versgyűjteményt. Keichú (契沖 Keichū) és Kamocsi Maszazumi (鹿持雅澄 Kamochi Masazumi) úgy gondolták, hogy a cím jelentése „az utolsó tízezer év gyűjteménye”. Okada Maszajuki (岡田正之 Okada Masayuki), a kanbun tudós szerint a versantológia a mű oldalainak a mennyiségére utal. Megint mások szerint a név a mű rengeteg oldalára utal.

## Periodikus felosztás
A versantológiát 4 részre szokás osztani:
1. A legkorábbi időszak a prehisztorikus vagy legendás múlt, Júrjaku (雄略天皇 Yūryaku, 456-479), Jómei (用明天皇 Yōmei, 585-587), Szaimei (斉明天皇 Saimei, 594-661), Tendzsi (天智天皇 Tenji, 668-671) császárok korát foglalja magába.
2. A második korszak lefedi a 7. század végét. Ebben az időszakban alkotott Kakinomoto no Hitomaro (柿本人麻呂 Kakinomoto no Hitomaro), Japán egyik leghíresebb költője.
3. A harmadik korszak 700-730 közé tehető. A korszak alkotói: Jamabe no Akihito (山部 赤人 Yamabe no Akihito), Ótomo no Tabito (大伴 旅人 Ōtomo no Tabito) és Jamanoue no Okura (山上憶良 Yamanoue no Okura).
4. A negyedik periódus 730-760 közti időszakot öleli fel. Ekkor alkotott Ótomo no Jakamocsi, a gyűjtemény összeállítója is.

## Részei
A gyűjtemény 20 részből/ könyvből áll, amely összesen 4516 verset tartalmaz. Ebben 4163 tanka (短歌 tanka, "rövid dal"), 260 csóka (長歌 chōka, "hosszú dal"), 62 szedóka (旋頭歌 sedōka) és 21 nagauta (長歌 nagauta) található. Ez a temérdek mennyiség 561 szerzőtől származik, akik közül 70 nő volt. Azokban az időkben, nagy tiszteletnek örvendtek nemtől és társadalmi helyzettől függetlenül azok, akik átlagon felüli verseket tudtak írni. Azok a nők, akik a társadalmi hierarchiában alacsony pozíciót foglaltak el, gyakran a költészetet használták eszközként státuszuk javítására. Az arisztokrácia gyakori szórakozásai közé tartoztak a műfelolvasások és a művészeti versenyek.

## Nyelvészeti jelentősége
A Nara-korban jelent meg Japánban a kínai írásrendszer, amely alapján legelőször a Kodzsiki (古事記 Kojiki, Régi idők feljegyzései) jelent meg 712-ben, majd nem sokkal később a Manjósú. Már a Kodzsiki, de leginkább a Manjósú mutatja a japán írás folyamatos fejlődését. A versantológia Manjó-ganában (万葉仮名 Man'yō-gana) íródott. Ennek lényege, hogy a japán morák (szótagok) leírására a kínai írásjegyeknek csak a fonetikai hangalakjait használták fel, függetlenül azok eredeti jelentésétől. Ez a fajta verselés rendkívül nehézkes volt, viszont a japán stílusú verselés (vaka, 和歌 waka) nagyon jól tudta alkalmazni, mivel a költemények többsége rövid volt.
Dzsómei tennó, aki a Szóga-klán országlása alatt uralkodott, így írt Aszuka környékéről:
Yamato hegyei, számotok bár végtelen,
Kagu mennyet ostromló bérce különb mindőtöknél!
Ha felhágok bércére, s birodalmam kémlelem,
a tágas síkot lát szemem, hol füstkígyók kúsznak felfelé,
s a széles tó felett sirályok szelik a levegőeget.
Csodás táj ez, Yamato földje!

## Mokkan
Három Manjósú töredéket tártak fel, amelyeket fából készült mokkanra jegyeztek fel:
- Az első töredék régészeti lelőhelye Kizugava, Kiotó. A töredék 23,4 cm hosszú, 2,4 cm széles és 1,2 cm vastag. 750-780 közötti időszakból származik. A rajta található szöveg Manjó-ganában íródott.
- A második töredék lelőhelye: Kóka, Siga. A Mokkan maradvány 2 cm széles és 1 mm vastag. 1997-ben találták meg, a töredék pedig a 8. század közepén íródhatott.
- A harmadik töredék lelőhelye Aszuka, Narában. 9,1 cm hosszú, 5,5 cm széles és 6 mm vastag. A 7. században datálódott. Ez az egyik legrégebbi Manjósú töredék. A mű 14 karaktert tartalmaz (7. fejezetből), amelyek Manjó-ganában íródtak.

## Fordítások
A mű angol nyelvű fordítását J. L. Pierson készítette el, míg az oroszt A. J. Gluskina. Alexander Vovin (1961–2022) orosz származású nyelvész 2009-ben jelentetett meg kommentárokkal ellátott angol nyelvű fordítást.

## Bibliográfia
Idegen nyelvű források:
- Kenneth G. Henshall: A history of Japan: From Stone Age to superpower, 2nd edition, Part two: Of courtiers and warriors: early and medieval history (710-1600) Learning from the Chinese – within Limits: The Nara Period (710-794), (1999, 2004) (ISBN 1-4039-1272-6)
- Setsuko Kojima, Gene A. Crane: A dictionary of Japanese culture (1987) (ISBN 4-7890-0353-1)
- Louis Frédéric: Japan Encyclopedia Translated by Käthe Roth, THE BELKNAP PRESS OF HARVARD UNIVERSITY PRESS, Cambridge, Massachusetts, London, England (2002) (ISBN 0-674-00770-0)

Magyar nyelvű források:
- Jamadzsi Maszanori: Japán – Történelem és hagyományok, Gondolat, Budapest (1989) (ISBN 963-282-175-0)
- Conrad Totman: Japán története, Osiris kiadó, Budapest (2006) (ISBN 963-389-840-4)
- Edwin O. Reischauer: Japán története, Fordította: Kállai Tibor és Kucsera Katalin (1995)

## Fordítás
- Ez a szócikk részben vagy egészben a Man'yōshū című angol Wikipédia-szócikk ezen változatának fordításán alapul.  Az eredeti cikk szerkesztőit annak laptörténete sorolja fel. Ez a jelzés csupán a megfogalmazás eredetét és a szerzői jogokat jelzi, nem szolgál a cikkben szereplő információk forrásmegjelöléseként.